# 敬信湿地
敬信湿地位于中国吉林省珲春市敬信镇，是图们江下游的湿地。东部与俄罗斯滨海边疆区接壤, 南部隔图们江与朝鲜庆兴郡、雄基郡相望。湿地总面积超过80平方公里，最低海拔高度5米。
受日本海影响, 敬信湿地属中温带近海性季风气候。春季多日照，是鸟类北归和南迁的中间停歇地，尤以鸭科雁鸭类候鸟的数量最多。
湿地主要包括湖泊、沼泽和灌丛等。受人类影响, 湿地超过80%的面积已成为水田、旱田和池塘等。